# Ernst Ludwig Ehrlich
Ernst Ludwig Ehrlich (geb. 27. März 1921 in Berlin; gest. 21. Oktober 2007 in Riehen bei Basel) war ein deutsch-schweizerischer Judaist und Historiker. Ehrlich, der 1943 vor den Nationalsozialisten in die Schweiz floh, setzte sich jahrzehntelang für den christlich-jüdischen Dialog ein. Von 1961 bis 1994 war er europäischer Direktor der jüdischen Organisation B’nai B’rith.

## Leben
Ehrlich wurde als Sohn eines Beamten in Berlin geboren. Er besuchte u. a. die Private Waldschule Grunewald der Toni Lessler. Nach dem Abitur begann er 1940 ein Studium an der Berliner Hochschule für die Wissenschaft des Judentums unter Leo Baeck. Als die Einrichtung 1942 geschlossen wurde, wurde Ehrlich zur Zwangsarbeit verpflichtet. Er entging der Fabrikaktion am 27. Februar 1943, weil ihn Franz Schürholz ab diesem Tag zweieinhalb Monate versteckte. Der Jurist Franz Kaufmann verschaffte Ehrlich einen von Cioma Schönhaus gefälschten Pass, mit dem er im Juni 1943 in die Schweiz fliehen konnte. Eine Begegnung mit Stella Goldschlag in einem Berliner Café hätte beinahe zu Ehrlichs Verhaftung geführt. Anschließend entschloss sich Ehrlich zur Flucht. In seinem Buch über Stella Goldschlag beschreibt Ehrlichs Jugendfreund Peter Wyden die Umstände von Ehrlichs Flucht in die Schweiz. Ehrlich verbrachte zunächst drei Monate in einem Arbeitslager, erhielt dann aber ein Stipendium für die Universität Basel, an der er sein Studium wieder aufnahm und 1950 zum Dr. phil. promoviert wurde.
Ab 1955 nahm Ernst Ludwig Ehrlich Lehraufträge an den Universitäten von Frankfurt am Main, Zürich, Basel, Bern und an der Freien Universität Berlin an. 1961 übernahm Ehrlich den europäischen Direktoriumsposten von B’nai B’rith. Er hatte dieses Amt bis 1994 inne und wurde danach zum Ehrenvizepräsidenten der Organisation. Ab 1972 war Ehrlich als Honorarprofessor für neuere jüdische Geschichte an der theologischen Fakultät der Universität Bern tätig.
Schon früh hatte sich Ehrlich für den Dialog zwischen Juden und Christen eingesetzt. 1958 wurde er Generalsekretär der Christlich-Jüdischen Arbeitsgemeinschaft in der Schweiz. Im selben Jahr wurde er mit dem Leo-Baeck-Preis des Zentralrats der Juden in Deutschland ausgezeichnet. Während des Zweiten Vatikanischen Konzils von 1962 bis 1965 war er als Berater des Kardinals Augustin Bea tätig und dabei an der Ausarbeitung der Erklärung Nostra Aetate über die Beziehung der Katholischen Kirche zu nicht-christlichen Religionen beteiligt. 1972 wurde er Co-Präsident der christlich-jüdischen Arbeitsgemeinschaft beim Schweizerischen Katholischen Kirchenbund, 1990 Präsident der Jüdisch-Römisch-katholischen Gesprächskommission der Schweizer Bischofskonferenz. Auch beim Schweizerischen Evangelischen Kirchenbund und bei dem Gesprächskreis „Juden und Christen“ des Zentralkomitees der deutschen Katholiken wirkte Ehrlich mit.
Bis zu seinem Tod blieb Ehrlich aktiv, er veröffentlichte zahlreiche Schriften und Bücher über das christlich-jüdische Verhältnis in der Geschichte und Gegenwart. Zuletzt nahm er im Juli 2007 in Berlin den Israel-Jacobson-Preis für sein Lebenswerk entgegen. Ehrlich verstarb am 21. Oktober 2007 in Riehen bei Basel, wo er seit 1943 lebte.
Ehrlichs Witwe schenkte seine 8400 Bände umfassende Bibliothek 2008 dem Seminar für Katholische Theologie an der FU Berlin.

## Rezeption

### Ehrungen (Auswahl)
- 1958 Leo-Baeck-Preis des Zentralrats der Juden in Deutschland
- 1976 Buber-Rosenzweig-Medaille des Deutschen Koordinierungsrats der Gesellschaften für Christlich-Jüdische Zusammenarbeit
- 1984 Bundesverdienstkreuz I. Klasse der Bundesrepublik Deutschland
- 1986 Ehrendoktor der Theologischen Fakultät der Universität Basel
- 2001 Ehrensenator des Abraham-Geiger-Kolleg an der Universität Potsdam
- 2003 Ehrendoktor der Philosophischen Fakultät der Freien Universität Berlin
- 2004 Klaus-Hemmerle-Preis der Fokolarbewegung e. V.
- 2005 Ehrendoktor der Theologischen Fakultät der Universität Luzern
- 2007 Israel-Jacobson-Preis der Union progressiver Juden in Deutschland

### Als Namensgeber
Seit dem Wintersemester 2008/09 existiert am Fachbereich Sprach- und Kulturwissenschaften der Freien Universität Berlin der „Ernst-Ludwig-Ehrlich-Masterstudiengang. Geschichte, Theorie und Praxis der Jüdisch-Christlichen Beziehungen“, der als interdisziplinärer Masterstudiengang einen Beitrag zum jüdisch-christlichen Dialog leistet.
Seit 2009 existiert auch das Begabtenförderungswerk Ernst Ludwig Ehrlich Studienwerk. Als zwölfte Begabtenförderungseinrichtung der Bundesrepublik Deutschland vergibt es die Ernst-Ludwig-Ehrlich-Medaille.

## Schriften
- Der Traum im Alten Testament, Töpelmann (Beihefte zur Zeitschrift für die Alttestamentliche Wissenschaft 73), Berlin 1953
- Geschichte der Juden in Deutschland, Schwann (Geschichtliche Quellenschriften 6), Düsseldorf 1957
- Geschichte Israels. Von den Anfängen bis zur Zerstörung des Tempels (70 n. Chr.), de Gruyter (Sammlung Göschen 231/231a), Berlin 1958
- Die Kultsymbolik im Alten Testament und im nachbiblischen Judentum (in: Symbolik der Religionen, Band 3, hrsg. v. Ferdinand Herrmann), Hiersemann, Stuttgart 1959
- Der antike jüdische Staat, Niedersächsische Landeszentrale für politische Bildung (Probleme des Judentums 1), Hannover 1964
- Judenhaß – Schuld der Christen?! Versuch eines Gesprächs (mit Willehad Paul Eckert), Hans Driewer, Essen 1964
- Juden und Christen haben eine Zukunft (mit Franz König), Pendo, Zürich 1988
- Der Umgang mit der Shoah. Wie leben Juden der zweiten Generation mit dem Schicksal der Eltern?, Schneider, Gerlingen 1993
- Jüdisches Leben und jüdische Kultur in Deutschland. Geschichte, Zerstörung und schwieriger Neubeginn (mit Hans Erler), Campus, Frankfurt am Main 2000
- Reden über das Judentum, Kohlhammer (Judentum und Christentum 6), Stuttgart 2001
- Judentum verstehen. Die Aktualität jüdischen Denkens von Maimonides bis Hannah Arendt (hrsg. mit Hans Erler), Campus, Frankfurt am Main 2002
- „Gegen alle Vergeblichkeit“. Jüdischer Widerstand gegen den Nationalsozialismus (mit Hans Erler und Arnold Paucker), Campus, Frankfurt am Main 2003
- Von Hiob zu Horkheimer. Gesammelte Schriften zum Judentum und seiner Umwelt, hrsg. von Walter Homolka und Tobias Barniske. De Gruyter, Berlin 2009.